# Митрофан (Юрчук)
Митрополит Митрофа́н (в миру Юрчук Михайло Іванович; 19 листопада 1962, Білогір'я, Хмельницька область, УРСР, СРСР — 18 червня 2021) — український церковник, архієрей УПЦ МП , митрополит Луганський і Алчевський. З 2012 — голова Відділу зовнішніх церковних зв'язків, з 2000 — постійний член Священного Синоду УПЦ МП. У 2000—2012 — керуючий справами УПЦ МП.
З 2006 по 2007 та з 2009 — голова Синодальної комісії по діалогу з УАПЦ; з 2009 — голова робочої групи з підготовки діалогу з УПЦ КП. З 2009 — член Міжсоборної присутності Російської православної церкви. З 2007 по 2008 мав у підпорядкуванні Відділ зовнішніх церковних зв'язків як керуючий справами УПЦ МП.

## Життєпис
Народився 19 листопада 1962 в місті Білогір'я Хмельницької області в родині робітників. Після закінчення середньої школи з 1981 по 1983 проходив військову службу в Радянській армії.
Після служби в армії став іподияконом архієпископа Вінницького і Брацлавського Агафангела. За його рекомендацією у 1984 вступив до Одеської духовної семінарії, після закінчення якої у 1987 був зарахований до Московської духовної академії.
У 1988 в рамках обміну студентами між Російською і Польською православними церквами відбув для продовження навчання до Християнської богословської академії у Варшаві, яку закінчив у 1993 році з вченим ступенем магістра за наукову роботу «Найдавніші відомості про виникнення Почаївського монастиря». Під час навчання в академії на прохання митрополита Варшавського і всією Польщі Василія за благословення патріарха Московського і всієї Русі Алексія II працював викладачем і вихователем Варшавської православної духовної семінарії.
21 серпня 1990 пострижений у чернецтво з ім'ям «Митрофан» на честь святителя Митрофана, єпископа Воронезького. 1 вересня 1990 архієпископом Дмитрівським Олександром висвячений у сан ієродиякона, а 16 вересня — в сан ієромонаха.
У 1994 став викладачем Київських духовних академії і семінарії, був зарахований до числа братії Успенської Києво-Печерської лаври. У КДАіС спочатку був інспектором, згодом — проректором.
Того ж року на свято преподобного Нестора Літописця ієромонах Митрофан був зведений у сан ігумена, у 1995 році, до Пасхи — у сан архімандрита.
30 липня 2000 висвячений на єпископа Переяслав-Хмельницького, вікарія Київської митрополії і призначений керуючим справами Української православної церкви та постійним членом її Священного Синоду.
9 липня 2003 зведений у сан архієпископа.
Рішенням Священного Синоду від 22 листопада 2006 призначений головою Синодальної комісії по діалогу з УАПЦ. Рішенням Собору єпископів УПЦ 2 січня 2007 комісію було ліквідовано на користь новоствореної Комісії УПЦ по відновленню єдності українського Православ'я.
Рішенням Священного Синоду від 31 травня 2007 призначений архієпископом Білоцерківським і Богуславським, керівником Білоцерківської єпархії УПЦ.
Рішенням Священного Синоду від 14 листопада 2007 архієпископу Митрофану, як керівнику справами УПЦ, було підпорядковано Відділ зовнішніх церковних зв'язків. 18 квітня 2008 Синод відновив самостійну роботу Відділу, вивівши його зі складу Управління справами Української православної церкви та, відповідно, підпорядкування архієпископа Митрофана.
27 липня 2009 призначений членом Міжсоборної присутності Російської православної церкви.
Рішенням Священного Синоду від 9 вересня 2009 архієпископа призначено головою відновленої Синодальної комісії по діалогу з УАПЦ та новоствореної робочої групи з підготовки діалогу з УПЦ-КП.
Рішенням Священного Синоду від 1 червня 2011 призначений настоятелем новоствореного Монастиря преподобного Серафима Саровського в Білій Церкві.
8 травня 2012 звільнений з посади керуючого справами УПЦ і призначений головою її Відділу зовнішніх церковних відносин замість архієпископа Антонія (Паканича), ймовірно, через сприяння групі постійних членів Синоду в складі митрополитів Павла (Лебедя), Іларіона (Шукала) та Агафангела (Саввіна), яку ЗМІ та незалежні оглядачі звинуватили в спробі перебрати владу в УПЦ (МП) в свої руки, користуючись тяжкою хворобою її предстоятеля.
Рішенням Священного Синоду УПЦ МП від 20 липня 2012 призначений архієпископом Луганським і Алчевським, керівником Луганської єпархії.
28 серпня 2014 року возведений у сан митрополита.
У 2015 році освятив храм-каплицю на території юрми у так званій «ЛНР» у селі Лозівський. В цьому ж році розповів що ставлення ЛНР до УПЦ МП є лояльним, але люди з території України нарікають коли чують про Московський патріархат: «Ставлення ЛНР до нашої церкви цілком лояльне, ніяких труднощів і проблем ми не відчуваємо…Звичайно, наша церква, що належить до Московської патріархії, не дуже радісно сприймається. Нам часто ставлять питання: „Ви якого патріархату?“ Якщо говоримо, що Московського, то зустрічаються неприємні інциденти стосовно нашого духовенства. Ми намагаємося ці факти фіксувати і звертаємося до керівництва церкви, до адміністративних органів з проханням, щоб вони наших священнослужителів не кривдили».
У 2017 році разом із самопроголошеним керівником ЛНР Плотницьким Ігорем і «мером столиці» Манолісом Пілавовим відвідав ярмарок та виставку декоративно-прикладного мистецтва, а також святковий концерт, на якому виступили «кращі творчі колективи ЛНР».
У 2018 році в онкодиспансері в окупованому Луганську митрополит Митрофан освятив томограф, привезений із Росії.
У серпні 2020 року патріарх РПЦ Кіріл (Гундяєв) нагородив його орденом Данила Московського і надіслав поздоровлення з нагоди 20-ліття архієрейської хіротонії.
18 червня 2021 року помер, згідно офіційної версії Московського патріархату, від інфаркту після перенесеної серцевої хвороби. У ЗМІ поширили інші версії смерті: від рук терористів «ЛНР» і співробітника Луганської єпархії. У свідоцтві про смерть, яке видало бюро судово-медичної експертизи, на території контрольованій терористами «ЛНР» йшлось, що смерть наступила через «закриту тупу травму голови з переломом кісток черепа та крововиливами під оболонки і в тканину головного мозку».

## Погляди
Владика Митрофан висловлювався проти скасування неканонічної анафеми Синодальної РПЦ на Гетьмана України Івана Мазепу, мотивуючи це літературними вигадками про сексуальну розбещеність українського державного діяча.
Архієпископ Луганський та Алчевський Митрофан (Юрчук) заявив у студії інтернет телебачення portall.tv, що Київ повинен прислухатися до голосу людей Південно-Східного регіону і не має права ігнорувати результати референдуму про державну самостійність ЛНР:
|  | «Церква завжди була і залишається поза політикою, а це волевиявлення, яке висловили люди, я думаю, що на це треба вважати, це ігнорувати не можна» «Якби там не було, може сто процентів людей і не прийшло на виборчі ділянки, але, тим не менше, дуже велика кількість людей прийшла і висловила свою думку» |

|  | «Жодна політична система не достойна того, щоби через неї помирали люди. Я думаю, що ті, хто сьогодні знаходиться в Києві повинні почути людей на Південному Сході України і взяти до уваги їхню точку зору» |

## Нагороди
- Орден преподобного Нестора Літописця (УПЦ МП, 1999)
- Ювілейний орден «Різдво Христове — 2000» (УПЦ МП, 2000)
- Орден святого рівноапостольного князя Володимира II ступеня (УПЦ МП)
- Орден преподобного Сергія Радонезького II ступеня (Російська православна церква)
- Орден святої рівноапостольної Марії Магдалини II ступеня (Польська православна церква)
- Орден святителя Інокентія Іркутського II ступеня (Російська православна церква, 19.11.2012, з нагоди 50-річчя з дня народження)[23]
- Орден Данила Московського II ступеня (Російська православна церква, 30.07.2020, з нагоди 20-ліття архієрейської хіротонії)[24]
- Орден святого рівноапостольного князя Володимира I ступеня (УПЦ МП) (1.10.2020)[25]